# 高瑞思
高瑞思（英語：Marius Jacques Kloppers，1962年8月26日—）是一位南非企业家。中文名叫高瑞思。

## 生平
1962年出生于南非开普敦，1980年参军服役，先后毕业于比勒陀利亚大学，麻省理工学院和欧洲工商管理学院。之后任职于萨索尔和麦肯锡公司。1993年加入必和必拓，先后出任首席营销官和首席商务官，2007年升任集团首席执行官，2009年的补偿金是1039万美元。2013年退休卸任，由麦安哲接替必和必拓首席执行官一职。